# Nicolas Roudenko
Nicolas Vladimir Roudenko (Nizza, 11 maggio 1909 – Savigny-le-Temple, 23 agosto 1976) è stato un attore francese, di origine russa, attivo come attore bambino nel cinema muto francese dal 1921 al 1928 (tra i 12 e i 19 anni d'età), noto soprattutto per la sua interpretazione del giovane Napoleone nel film di Abel Gance.

## Biografia
Nicolas Vladimir Roudenko nasce a Nizza nel 1909, da una famiglia di immigranti russi. Abbandonato dal padre, ebbe un'infanzia difficile segnata da privazioni economiche. A 12 anni cominciò a lavorare nel cinema con parti non accreditate in film di Marcel l'Herbier.
La sua grande occasione venne con il film Napoleone di Abel Gance nel quale gli fu chiesto di interpretare la parte del giovane protagonista. Grazie alla energetica e rivoluzionaria direzione del regista, Roudenko offrì quella che a detta di molti critici rappresenta la più memorabile interpretazione data da un attore bambino nel cinema muto in un ruolo drammatico. Il film fu completato solo nel 1927, ma le scene al collegio militare di Brienne-le-Château con il giovane Roudenko, allora quindicenne, furono girate nel febbraio 1925. Roudenko è il protagonista assoluto della prima parte del film, venti minuti che il regista vuole interamente dominati dalla sua personalità, non solo nella trama della storia ma con un'insistenza ossessiva sui primi piani, come mai si era chiesto prima ad un attore bambino. Roudenko dimostra una capacità eccezionale nel comunicare agli spettatori con una recitazione essenziale le emozioni, la determinazione e i sogni di grandezza del protagonista.
Dopo questa irripetibile esperienza, al giovane Roudenko vengono offerte due altri ruoli di grande intensità in André Cornélis e Mateo Falcone.
Il sopraggiungere del sonoro fece passare in secondo piano i risultati espressivi raggiunti in questi ultimi capolavori del cinema muto. Nella vita Roudenko lavorerà come tecnico per la Thompson e non parlerà volentieri della sua esperienza come attore, che appariva da tutti dimenticata.
Muore di cancro a Savigny-le-Temple nel 1976 all'età di 67 anni, poco prima che il lavoro di Kevin Brownlow portasse alla riscoperta e al restauro dell'opera di Abel Gance come uno dei capolavori della storia del cinema e con esso alla celebrazione postuma del suo giovane interprete.

## Filmografia
- Napoleone, regia di Abel Gance (1927)
- André Cornélis, regia di Jean Kemm (1927)
- Mateo Falcone, regia di William Delafontaine (1928)